# Kakadu filipińska
Kakadu filipińska (Cacatua haematuropygia) – gatunek średniej wielkości ptaka z rodziny kakaduowatych (Cacatuidae). Występuje na niektórych spośród wysp Filipin; od lat 80. XX wieku zasięg i liczebność gwałtownie zmniejszały się. Krytycznie zagrożony wyginięciem.

## Taksonomia
Po raz pierwszy gatunek opisał Philipp Ludwig Statius Müller w 1776. Holotyp pochodził z Manili. Autor nadał nowemu gatunkowi nazwę Psittacus haematuropygius. Obecnie (2019) Międzynarodowy Komitet Ornitologiczny umieszcza kakadu filipińską w rodzaju Cacatua. Uznaje ją za gatunek monotypowy, podobnie jak autorzy HBW. Ptaki z wyspy Polillo bywały wydzielane do podgatunku C. h. mcgregori (Hachisuka, 1930) na podstawie domniemanych większych rozmiarów ciała, jednak zasadność takiej klasyfikacji jest wątpliwa. Epitet gatunkowy haematuropygia pochodzi od dwóch greckich słów: αἱμα (haima) – „krew” i ουροπυγιον (ouropugion) – „kuper”.

## Morfologia
Długość ciała wynosi około 30–31 cm, masa ciała – 300 g. Upierzenie w większości białe. Na głowie wyróżniają się pokrywy uszne z żółtoróżowym nalotem oraz żółte i różane nasady piór czuba. Spód lotek jasnożółty, a sterówek – intensywnie żółty. Pokrywy podogonowe pomarańczoworóżowe. Obrączka oczna jest biaława, czasami z niebieskim odcieniem. Dziób jasnoszary. Tęczówka ciemnobrązowa u samców i czerwonobrązowa u samic. Nogi szare. Osobniki młodociane są ubarwione podobnie do dorosłych, lecz najpierw mają bardziej szarą, a później brązową tęczówkę.

## Zasięg występowania
Kakadu filipińskie niegdyś powszechnie zamieszkiwały Filipiny, jednak współcześnie ich zasięg jest ograniczony. Występują na wyspach prowincji Palawan (oprócz samego Palawanu również na sąsiednich wyspach Dumaran, Pandanan, Rasa) oraz Archipelagu Sulu. Kilka stwierdzeń pochodzi z wysp Polillo, Samar i Bohol. Prawdopodobnie kakadu filipińskie wymarły na Masbate, Siquijor, Siargao i w zachodniej części Mindanao. Na Negros i Cebu wymarłe.

## Ekologia i zachowanie
Pierwotnym środowiskiem życia kakadu filipińskich były lasy dwuskrzydlcowate porastające pagórkowaty interior wysp. Współcześnie są prawdopodobnie ograniczone do nizinnych lasów – zarówno pierwotnych, jak i wtórnych – położonych głównie poniżej 50 m n.p.m. oraz przyległych nadrzecznych lub nadbrzeżnych obszarów z namorzynami. Poza sezonem lęgowym pojawiają się również na polach kukurydzy i ryżu. Kakadu filipińskie są głośne i łatwe do dostrzeżenia, zwłaszcza gdy przesiadują na czubkach drzew. W sezonie lęgowym zwykle przebywają pojedynczo, w parach lub niewielkich grupach. W pozostałych porach roku przeważnie żyją w stadach liczących do 30 osobników, w których wędrują w poszukiwaniu pokarmu. Pożywieniem kakadu filipińskich są głównie nasiona, owoce (w tym jagodowe, między innymi dzikie banany), orzechy i kwiaty. Pokarmu szukają zarówno na ziemi, jak i wśród koron drzew. Mogą stać się szkodnikami upraw, między innymi kukurydzy.

### Lęgi

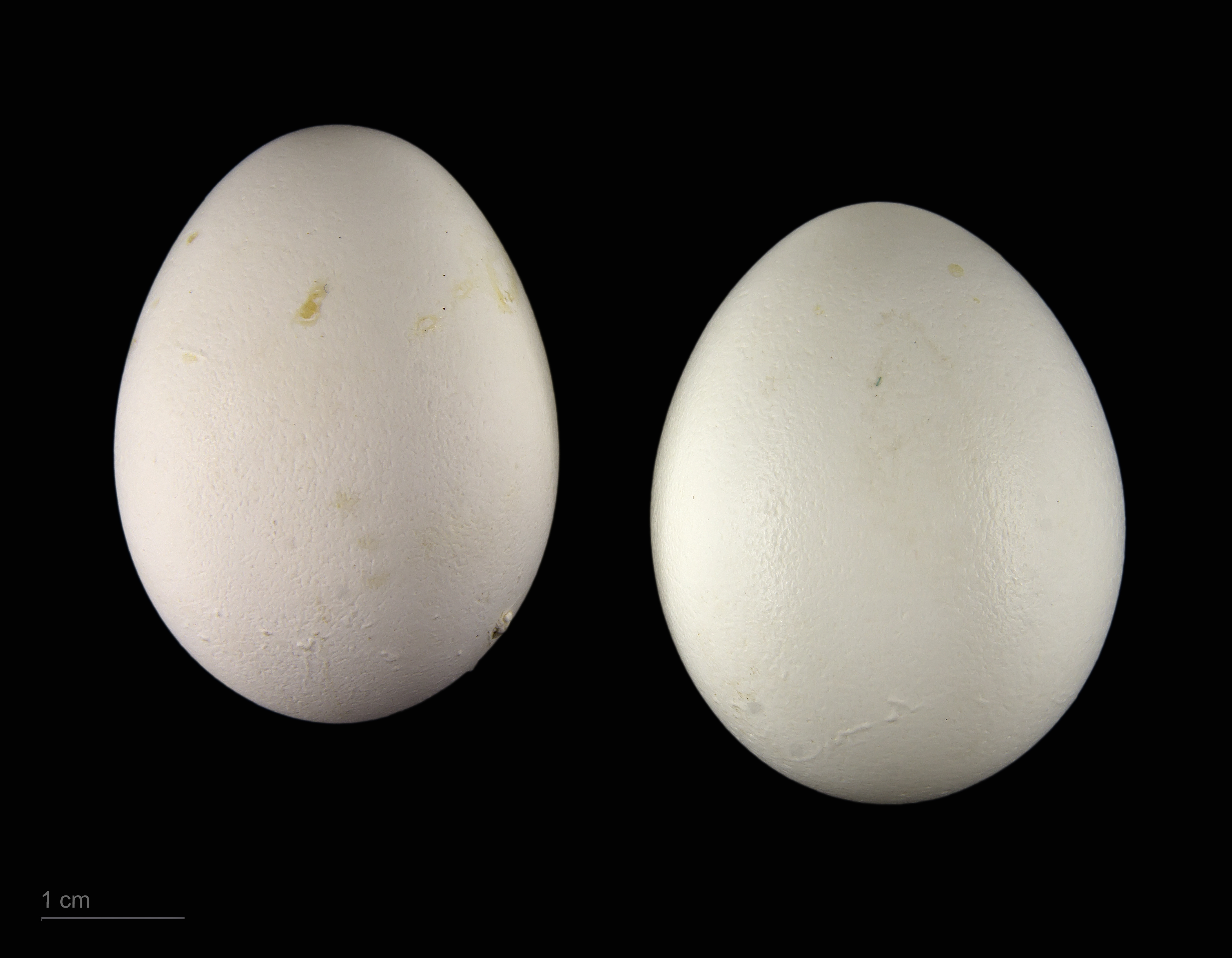
Cacatua haematuropygia

Okres lęgowy trwa od stycznia do lipca (według innego źródła od lutego do czerwca). Podczas badań terenowych na wyspie Rasa stwierdzano składanie jaj od końca lutego do początku kwietnia, najintensywniej na przełomie lutego i marca. Zniesienie liczy 2 lub 3 jaja (w jednym gnieździe znaleziono 4; wszystkie młode przeżyły). Okres inkubacji w naturze jest nieznany. W niewoli wysiadywanie trwa około 28 dni, a młode opierzają się w pełni 9–10 tygodni po wykluciu (dostępne dane z natury mówią o 8 tygodniach).

## Status i zagrożenia
IUCN uznaje kakadu filipińską za gatunek krytycznie zagrożony wyginięciem (CR, Critically Endangered) nieprzerwanie od 1994 roku (stan w 2019); wcześniej w 1988 uznany został za zagrożony. BirdLife International uznaje trend liczebności populacji za spadkowy. W 2016 szacunkowo liczebność kakadu filipińskich wynosiła  650–1120 osobników, co w przybliżeniu odpowiada 430–750 osobnikom dorosłym. Według Junipera i Parra (1998) to najbardziej zagrożone ptaki Filipin obok małpożerów (Pithecophaga jefferyi).
Na początku lat 50. XX wieku kakadu filipińskie były jeszcze pospolite. W latach 70. XX wieku uchodziły za stosunkowo częste na niektórych wyspach, a w kolejnej dekadzie nastąpił gwałtowny spadek liczebności populacji – szacunkowo w blisko 40 lat przetrzebiono około 80% kakadu filipińskich. Głównym zagrożeniem dla tych ptaków było powszechne wylesianie i kłusownictwo – pisklęta wybierano z gniazd i sprzedawano jako zwierzęta domowe. Szczególnie jaskrawy przykład takich praktyk pochodzi z wyspy Siquijor, gdzie w 1991 została jedna para kakadu filipińskich, a przeciągu uprzednich 5 lat co roku plądrowano jej gniazdo.
W drugiej dekadzie XXI wieku czynną ochronę podejmowano w czterech miejscach. Na wyspie Rasa liczebność populacji zwiększyła się z 23 osobników w 1998 do ponad 200 w 2008 i 260–340 pod koniec 2015 roku. W 2011 zaobrączkowano tam 75 młodych. W 2014 doniesiono, że na sąsiednim Palawanie zaczęły pojawiać się kakadu filipińskie, które prawdopodobnie same przemieściły się tam z wyspy Rasa. Może to oznaczać, że jej pojemność kończy się. Na wyspie Pandanan dzięki działaniom ochronnym liczebność kakadu filipińskich zwiększyła się z około 40 osobników w 2008 do 110 w 2012 i przynajmniej 230 pod koniec 2015.